# Alois Johann Welzenbacher

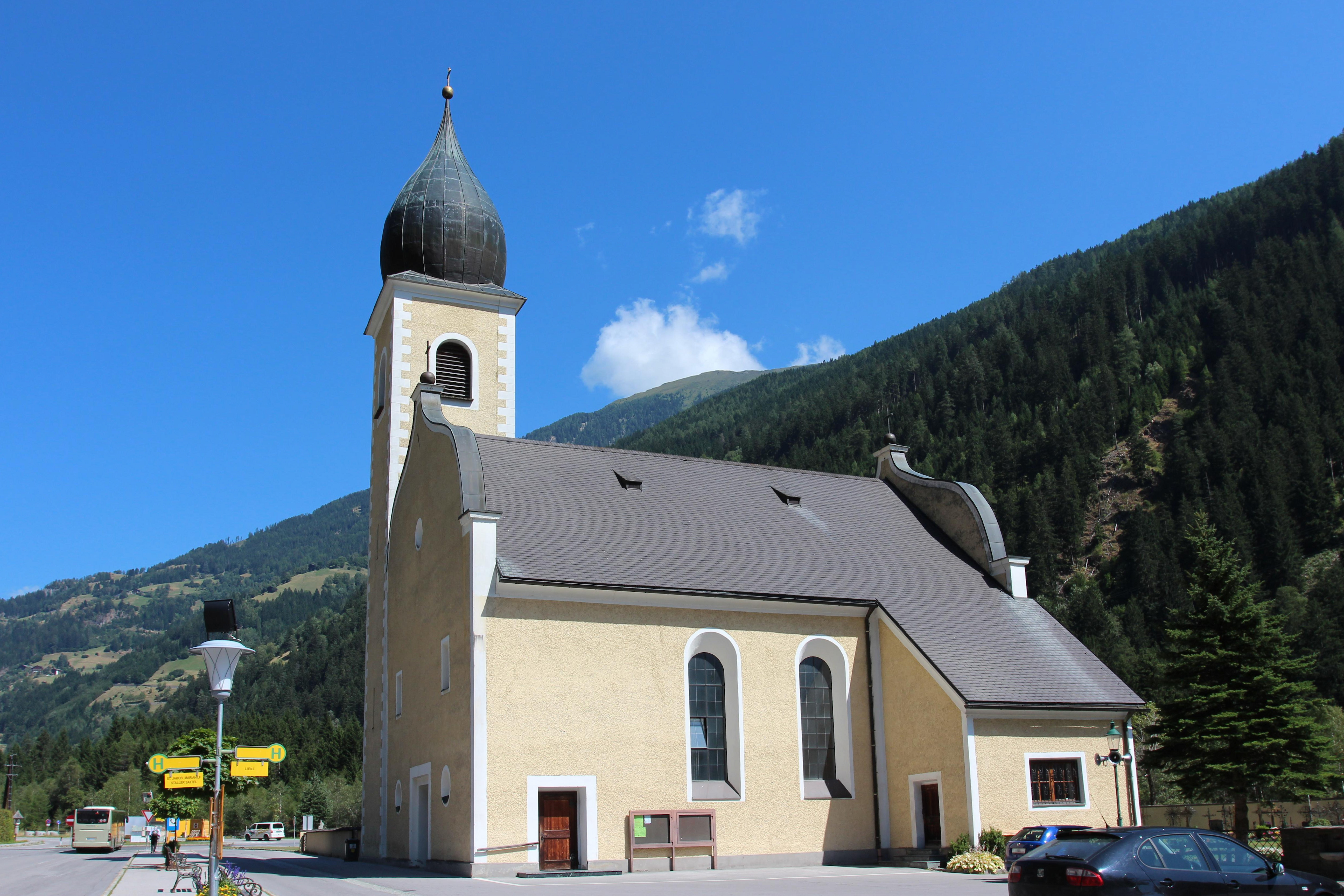
Iglesia del Corazón de Jesús (Herz-Jesu-Kirche), Matrei in Osttirol

Alois Johann Welzenbacher, también conocido como Lois Welzenbacher (Múnich, 20 de enero de 1889-Absam, 13 de agosto de 1955) fue un arquitecto racionalista alemán, activo en Baviera y Austria. Es uno de los principales representantes de la primera generación de la arquitectura moderna en Austria.

## Trayectoria
Estudió en la Staatsgewerbeschule de Viena (1903-1908), la Kunstgewerbeschule de Múnich (1910-1911) y el Technischen Hochschule de Múnich (1912-1914), donde fue alumno de Theodor Fischer y Friedrich Thiersch. Durante sus estudios trabajó como albañil.
Realizó preferentemente casas individuales en la zona del Tirol, que se caracterizan por su interpretación personal de las formas regionales y por su integración en el entorno: casa Schulz en Recklinghausen (1929), casa Rosenbauer en Pöstlingberg (1930), casa Treichl en Innsbruck (1931). Paralelamente construyó diversos edificios en un estilo racionalista más cercano a las corrientes europeas, como la cervecería Adam en Innsbruck (1927) y el Terrassenhotel am Oberjoch en Bad Hindelang (1936-1937).
En 1932 fue el único representante austríaco en la exposición Modern Architecture - International Exhibition del Museum of Modern Art (MoMA) de Nueva York.
Realizó diversas obras de arquitectura religiosa, como las iglesias de Oberhausen (1931) y Saggen (1931), así como de planificación urbana, en la que se enmarcan sus proyectos de la estación central de Innsbruck (1924) y de la Karlsplatz de Viena (1949).
En 1955 fue nombrado profesor de la Academia de Artes Plásticas de Viena.